# Monte Porzio
Monte Porzio ist eine italienische Gemeinde mit 2811 Einwohnern (Stand 31. Dezember 2023) in der Provinz Pesaro und Urbino. Ihre Fläche beträgt 18 km². Die Gemeinde liegt zwischen Ancona und Pesaro einige Kilometer vom Adriatischen Meer entfernt.

## Geschichte
In Monte Porzio wurden Artefakte aus dem 5. Jahrhundert gefunden, die auf eine Besiedlung des Gebiets in der Antike hindeuten.